# Montégut-Plantaurel
Montégut-Plantaurel är en kommun i departementet Ariège i regionen Occitanien i södra Frankrike. Kommunen ligger  i kantonen Varilhes som ligger i arrondissementet Pamiers. År 2022 hade Montégut-Plantaurel 319 invånare.

## Befolkningsutveckling
Antalet invånare i kommunen Montégut-Plantaurel
Referens: INSEE